# John Kendrew
Sir John Cowdery Kendrew (24. března 1917 – 23. srpna 1997) byl anglický biochemik a krystalograf, nositel Nobelovy ceny za chemii, kterou získal v roce 1962 společně s Maxem Perutzem. Jejich skupina v Cavendishově laboratoři v Cambridge jako první zjistila strukturu některých proteinů.

## Životopis
Narodil se v Oxfordu jako syn Wilforda George Kendrewa, který přednášel klimatologii na tamní univerzitě, a Evelyn May Graham Sandburgové, historičky umění. Po přípravce na Dragon School v Oxfordu studoval v letech 1930–1936 na Clifton College v Bristolu. V roce 1936 pokračoval na Trinity College v Cambridge, kde promoval v oboru chemie v roce 1939. První měsíce druhé světové války strávil výzkumem reakční kinetiky a poté se stal členem Air Ministry Research Establishment, kde pracoval na výzkumu radaru. V roce 1940 byl zaměstnán v operačním výzkumu na velitelství Royal Air Force a obdržel čestnou hodnost podplukovníka letectva. Během dalších let války se začal stále více zajímat o biochemické problémy a rozhodl se pracovat na struktuře proteinů.

### Krystalografie
V roce 1945 začal spolupracovat s Dr. Maxem Perutzem v Cavendishově laboratoři v Cambridge. Podle návrhu fyziologa Josepha Barcrofta začal pracovat na srovnávací studii krystalografie proteinů dospělého člověka a fetálního hemoglobinu ovcí.
V roce 1947 se stal členem Fellow of Peterhouse a Medical Research Council (MRC) odsouhlasila vytvoření výzkumného oddělení pro studium molekulární struktury biologických systémů na pokyn sira Lawrence Bragga. V roce 1954 se stal profesorem Davy-Faradayových laboratoří při Royal Institution v Londýně.

### Krystalová struktura myoglobinu

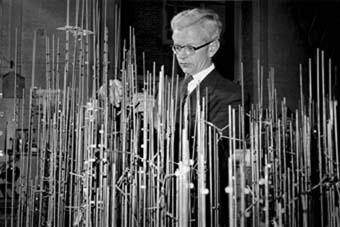
John Kendrew při vytváření modelu myoglobinu (laboratoře molekulární biologie v Cambridge)

V roce 1962 získal společně s Maxem Perutzem Nobelovu cenu za chemii za určení prvních struktur atomů proteinů za použití rentgenové krystalografie. Pracovali v místech, kde se nyní nacházejí MRC laboratoře molekulární biologie v Cambridge. Kendrew určil strukturu proteinu myoglobinu, který váže kyslík ve svalových buňkách.
V roce 1947 MRC souhlasila s vytvořením výzkumného oddělení pro studium molekulárních struktur biologických systémů. Původní studie probíhala na struktuře hemoglobinu u ovcí, ale s postupem práce a jakmile byly k dispozice dosažitelné zdroje, začal se Kendrew věnovat studiu myoglobinu, jehož molekula dosahuje jen čtvrtinu velikosti molekuly hemoglobinu. Počátečním zdrojem materiálu bylo koňské srdce, ale takto získané krystaly byly příliš malé pro rentgenovou analýzu. Uvědomil si, že lepší vyhlídku by mohla nabízet tkáň zachovávající kyslík u savců, kteří se potápějí pod vodu, a náhodou se mu podařilo získat velkou část velrybího masa z Peru. Velrybí myoglobin mu poskytl velké krystaly s čistými rentgenovými difrakčními obrazci. Nicméně stále zůstával problém nepřekonán, až v roce 1953 Max Perutz objevil, že problematická fáze analýzy difrakčních obrazců by mohla být vyřešena vícenásobným izomorfním nahrazením – porovnáním zákonitostí z několika krystalů; jednoho z nativního proteinu, a dalšího, který by byl naložen v roztoku těžkých kovů a měl ionty kovů dosazeny na různých, přesně stanovených pozicích. Poté byla v roce 1957 získána mapa elektronů s hustotou rozlišení 6 angströmů (0,6 nanometru) a do roku 1959 mohl být vytvořen atomový model o rozlišení 2 angströmy (0,2 nm).

### Pozdější kariéra
V roce 1963 se stal jedním ze zakladatelů European Molecular Biology Organization a také byl po mnoho let šéfredaktorem časopisu Journal of Molecular Biology. Stal se členem American Society of Biological Chemists, v roce 1967 čestným členem Mezinárodní akademie věd. V roce 1974 se mu podařilo přesvědčit vlády, aby založily European Molecular Biology Laboratory v Heidelbergu a stal se jejich prvním ředitelem. Od roku 1974 do roku 1979 byl kurátorem Britského muzea, od roku 1974 do roku 1988 byl postupně generálním tajemníkem, poté viceprezidentem a nakonec prezidentem International Council of Scientific Unions. Po odchodu do důchodu z European Molecular Biology Laboratory se stal prezidentem St. John’s College na univerzitě v Oxfordu a tento post zastával od roku 1981 do roku 1987. Jeho záznam v seznamu Who’s Who obsahuje desítky dalších důležitých národních a mezinárodních výborů, jejichž byl buď členem nebo jim předsedal.